# NTX
Pour les articles homonymes, voir NTX (homonymie).

## Composition
Au 6 juillet 2011, le STOXX EU Enlarged 15 se composait des titres suivants:
| Symbole  | Société                                   | Pays               | Poids indiciel | Secteur                    |
| -------- | ----------------------------------------- | ------------------ | -------------- | -------------------------- |
| ANDR AV  | Andritz                                   | Autriche           | 2.94 %         | Industrie                  |
| BRD RO   | BRD - Groupe Société Générale             | Roumanie           | 1.14 %         | Finance                    |
| BRE PW   | BRE Bank                                  | Pologne            | 1.33 %         | Finance                    |
| CEZ CD   | ČEZ                                       | République tchèque | 7.2 %          | Services aux collectivités |
| EBS AV   | Erste Group Bank                          | Autriche           | 8.84 %         | Finance                    |
| HTRA ZA  | T-Hrvatski Telekom                        | Croatie            | 1.35 %         | Télécommunications         |
| IIA AV   | IMMOFINANZ                                | Autriche           | 2.62 %         | Finance                    |
| KGH PW   | KGHM Polska Miedź                         | Pologne            | 6.64 %         | Matériaux                  |
| KOMB CD  | Komerční banka                            | République tchèque | 2.43 %         | Finance                    |
| KRKG SV  | Krka dd                                   | Slovénie           | 1.61 %         | Santé                      |
| MOL HB   | MOL                                       | Hongrie            | 4.44 %         | Énergie                    |
| MTEL HB  | Magyar Telekom                            | Hongrie            | 1.08 %         | Télécommunications         |
| NWR CD   | New World Resources                       | République tchèque | 1.01 %         | Matériaux                  |
| OMV AV   | OMV                                       | Autriche           | 4.64 %         | Énergie                    |
| OTP HB   | OTP Bank                                  | Hongrie            | 4.69 %         | Finance                    |
| PEO PW   | Bank Pekao SA                             | Pologne            | 5.24 %         | Finance                    |
| PGE PW   | Polska Grupa Energetyczna                 | Pologne            | 4.25 %         | Services aux collectivités |
| PGN PW   | PGNiG                                     | Pologne            | 1.88 %         | Énergie                    |
| PKN PW   | PKN Orlen                                 | Pologne            | 3.74 %         | Énergie                    |
| PKO PW   | PKO Bank Polski                           | Pologne            | 6.68 %         | Finance                    |
| PZU PW   | Powszechny Zakład Ubezpieczeń             | Pologne            | 4.72 %         | Finance                    |
| RBI AV   | Raiffeisen Zentralbank                    | Autriche           | 1.99 %         | Finance                    |
| RICHT HB | Richter Gedeon Nyrt                       | Hongrie            | 1.75 %         | Santé                      |
| SPTT CD  | Telefónica O2 Czech Republic              | République tchèque | 2.22 %         | Télécommunications         |
| TKA AV   | Telekom Austria                           | Autriche           | 2.87 %         | Télécommunications         |
| TPS PW   | Telekomunikacja Polska                    | Pologne            | 2.63 %         | Télécommunications         |
| VER AV   | Verbund AG                                | Autriche           | 1.88 %         | Services aux collectivités |
| VIG AV   | Wiener Städtische Allgemeine Versicherung | Autriche           | 2.36 %         | Finance                    |
| VOE AV   | Voestalpine                               | Autriche           | 4.42 %         | Matériaux                  |
| WIE AV   | Wienerberger                              | Autriche           | 1.41 %         | Industrie                  |